# Hijau Daun
Hijau Daun – indonezyjski zespół muzyczny wykonujący pop malajski. Został założony w 2002 roku w Bandar Lampung.
Debiutowali za pośrednictwem wytwórni Sony BMG Indonesia w 2008 roku. Wówczas ukazał się ich debiutancki album pt. Ikuti Cahaya. Największą rozpoznawalność zyskali za sprawą singla „Suara (Ku Berharap)”, który zaczęto ściągać jako dzwonek do telefonów komórkowych (w okresie od września do grudnia 2008 r. został pobrany 1,5 mln razy) i który przyniósł im potrójną platynę.
W skład zespołu wchodzą: Dide Irawan – wokal, Array – gitara, Arya – gitara, Richan – bas. W 2015 r. z grupy odszedł perkusista Denny.

## Dyskografia
Źródło:
Albumy studyjne
- 2008: Ikuti Cahaya
- 2011: Bersama Terang
- 2015: Cahaya Cinta